# Katsura Hashino
橋野 桂
Katsura Hashino (橋野 桂, Hashino Katsura) est un réalisateur et producteur, connu pour avoir travaillé sur la série de jeux vidéos de rôle Persona d'Atlus. De 2006 à 2016, Hashino a travaillé comme directeur de P-Studio, une équipe interne d'Atlus qui a développé la série Persona. Après la sortie de Persona 5 (2016), Hashino a quitté P-Studio pour fonder Studio Zero, une autre équipe de développement à Atlus chargée de la création de nouvelles propriétés intellectuelles.

## Carrière
Hashino a fait ses débuts en tant que directeur avec Maken X (1999). Depuis, il a dirigé ou produit plusieurs jeux de la série Megami Tensei ainsi que la série Persona. En plus de Persona, Hashino a dirigé et produit Catherine (2011). Hashino a créé une nouvelle division interne à Atlus en 2017 nommée Studio Zero, avec leur premier jeu vidéo étant une réédition de Catherine avec du contenu additionnel, Catherine: Full Body (2019). Le premier jeu original du studio est le jeu de rôle fantasy Metaphor: ReFantazio (2024),.

## Œuvres
| Year | Title                                                 | Role                                                        |
| ---- | ----------------------------------------------------- | ----------------------------------------------------------- |
| 1994 | Shin Megami Tensei If...                              | Game design                                                 |
| 1995 | Shin Megami Tensei: Devil Summoner                    | Game design                                                 |
| 1997 | Devil Summoner: Soul Hackers                          | Game design                                                 |
| 1999 | Maken X                                               | Directeur                                                   |
| 2001 | Maken Shao: Demon Sword                               | Directeur                                                   |
| 2003 | Shin Megami Tensei III: Nocturne                      | Directeur, superviseur                                      |
| 2004 | Shin Megami Tensei: Digital Devil Saga                | Directeur de la planification, producteur                   |
| 2005 | Shin Megami Tensei: Digital Devil Saga 2              | Producteur                                                  |
| 2005 | Trauma Center: Under the Knife                        | Histoire originale, producteur                              |
| 2006 | Devil Summoner: Raidou Kuzunoha vs. the Soulless Army | Producteur                                                  |
| 2006 | Persona 3                                             | Directeur, producteur                                       |
| 2006 | Trauma Center: Second Opinion                         | Producteur                                                  |
| 2007 | Etrian Odyssey                                        | Conseiller spécial                                          |
| 2007 | Persona 3 FES                                         | Directeur, producteur                                       |
| 2007 | Trauma Center: New Blood                              | Responsable du développement                                |
| 2008 | Etrian Odyssey II                                     | Conseiller spécial                                          |
| 2008 | Trauma Center: Under the Knife 2                      | Responsable du développement                                |
| 2008 | Persona 4                                             | Directeur                                                   |
| 2008 | Devil Summoner 2: Raidou Kuzunoha vs. King Abaddon    | Superviseur                                                 |
| 2009 | Persona 3 Portable                                    | Producteur                                                  |
| 2011 | Catherine                                             | Directeur, producteur, paroles                              |
| 2011 | Persona 4 Golden                                      | Histoire originale, game design, producteur créatif         |
| 2012 | Persona 4 Arena                                       | Game design, producteur créatif                             |
| 2013 | Dragon's Crown                                        | Producteur général                                          |
| 2013 | Persona 4 Arena Ultimax                               | Game design, producteur                                     |
| 2014 | Persona Q: Shadow of the Labyrinth                    | Producteur                                                  |
| 2015 | Persona 4: Dancing All Night                          | Producteur                                                  |
| 2016 | Odin Sphere: Leifthrasir                              | Producteur général                                          |
| 2016 | Persona 5                                             | Directeur, producteur                                       |
| 2018 | Dragon's Crown Pro                                    | Producteur général                                          |
| 2019 | Catherine: Full Body                                  | Producteur                                                  |
| 2019 | 13 Sentinels: Aegis Rim                               | Support au développement                                    |
| 2024 | Metaphor: ReFantazio                                  | Directeur, producteur créatif, concept d'histoire originale |